# Camponotus kelleri
Camponotus kelleri är en myrart som beskrevs av Auguste-Henri Forel 1886. Camponotus kelleri ingår i släktet hästmyror, och familjen myror.

## Underarter
Arten delas in i följande underarter:
- C. k. invalidus
- C. k. kelleri

## Bildgalleri

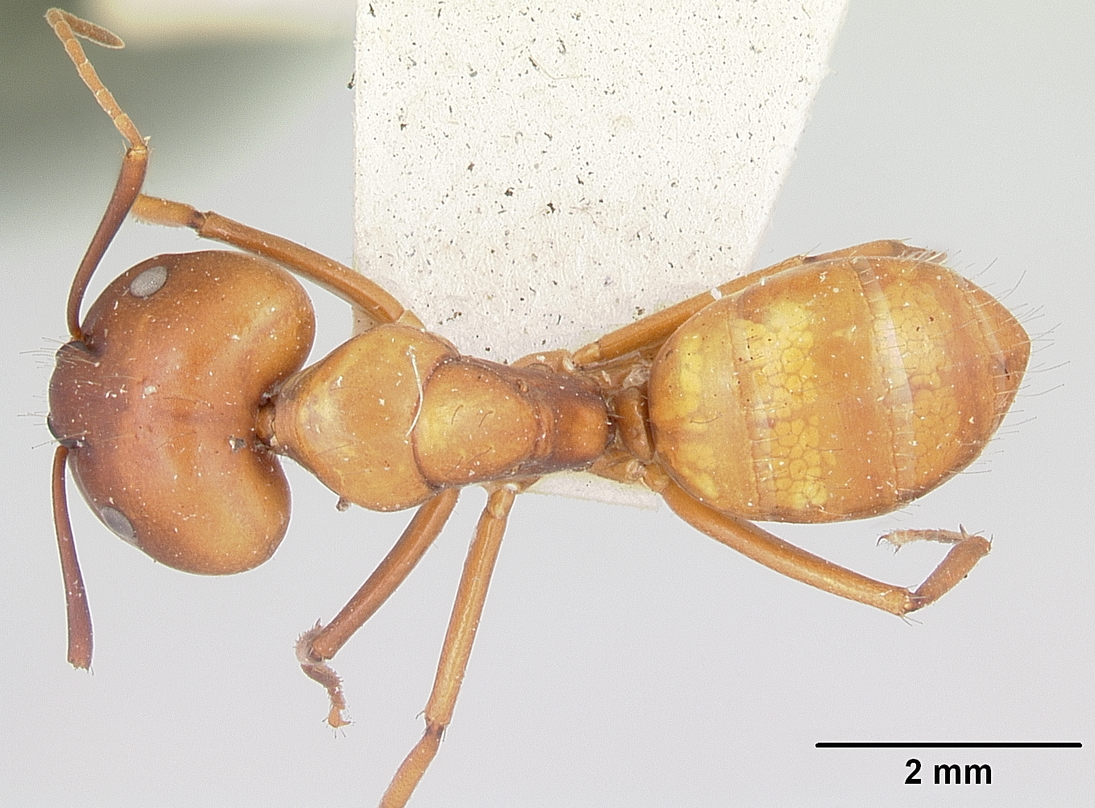
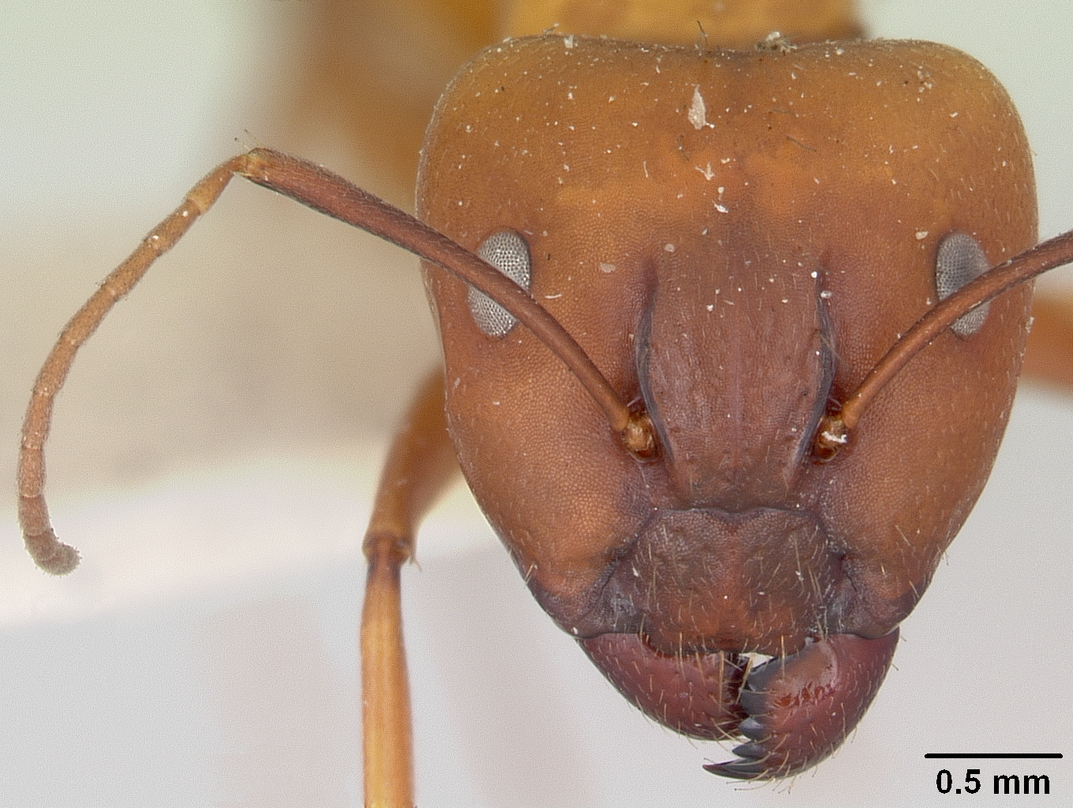
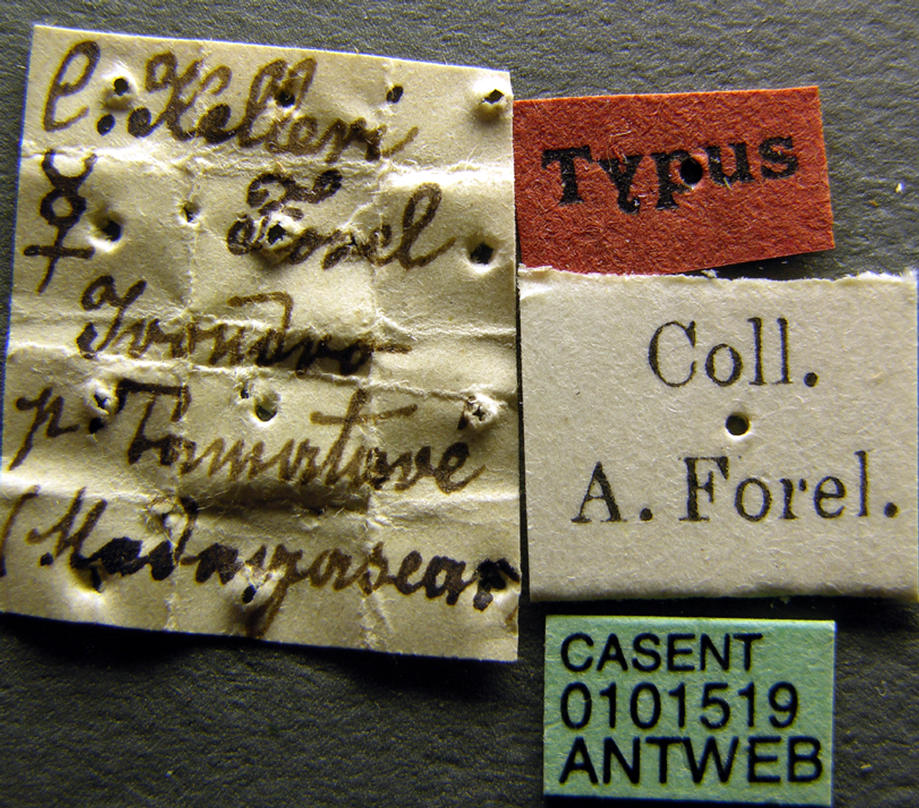
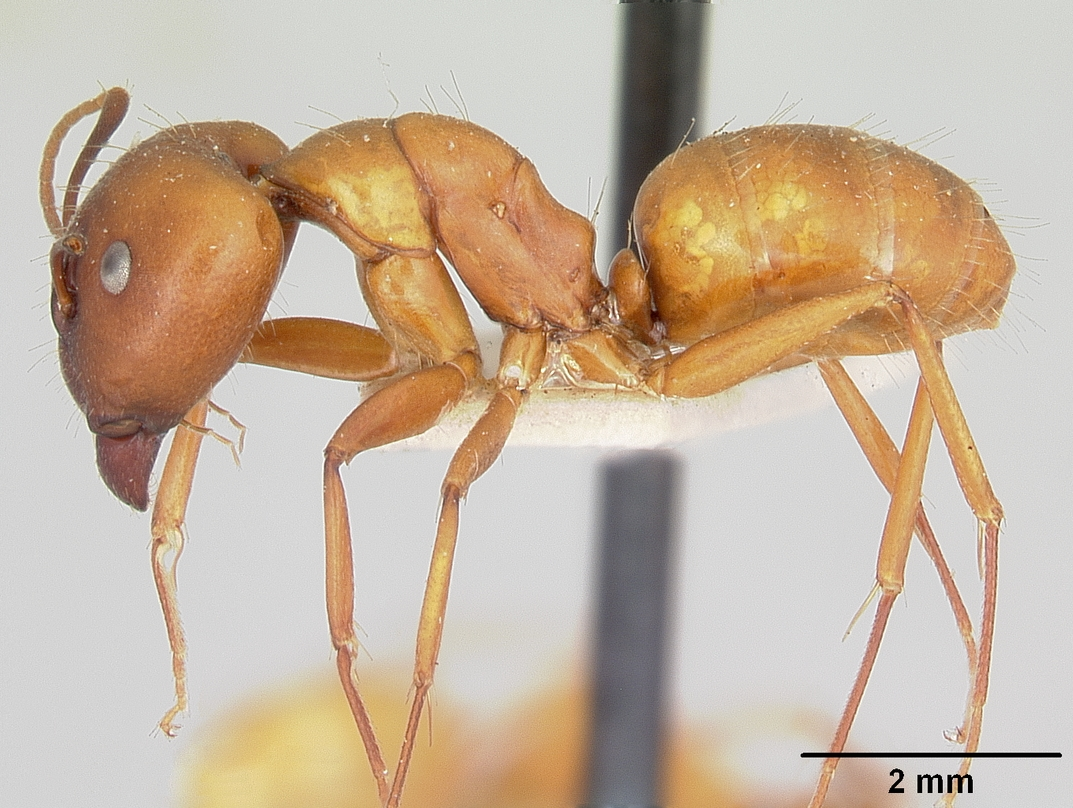
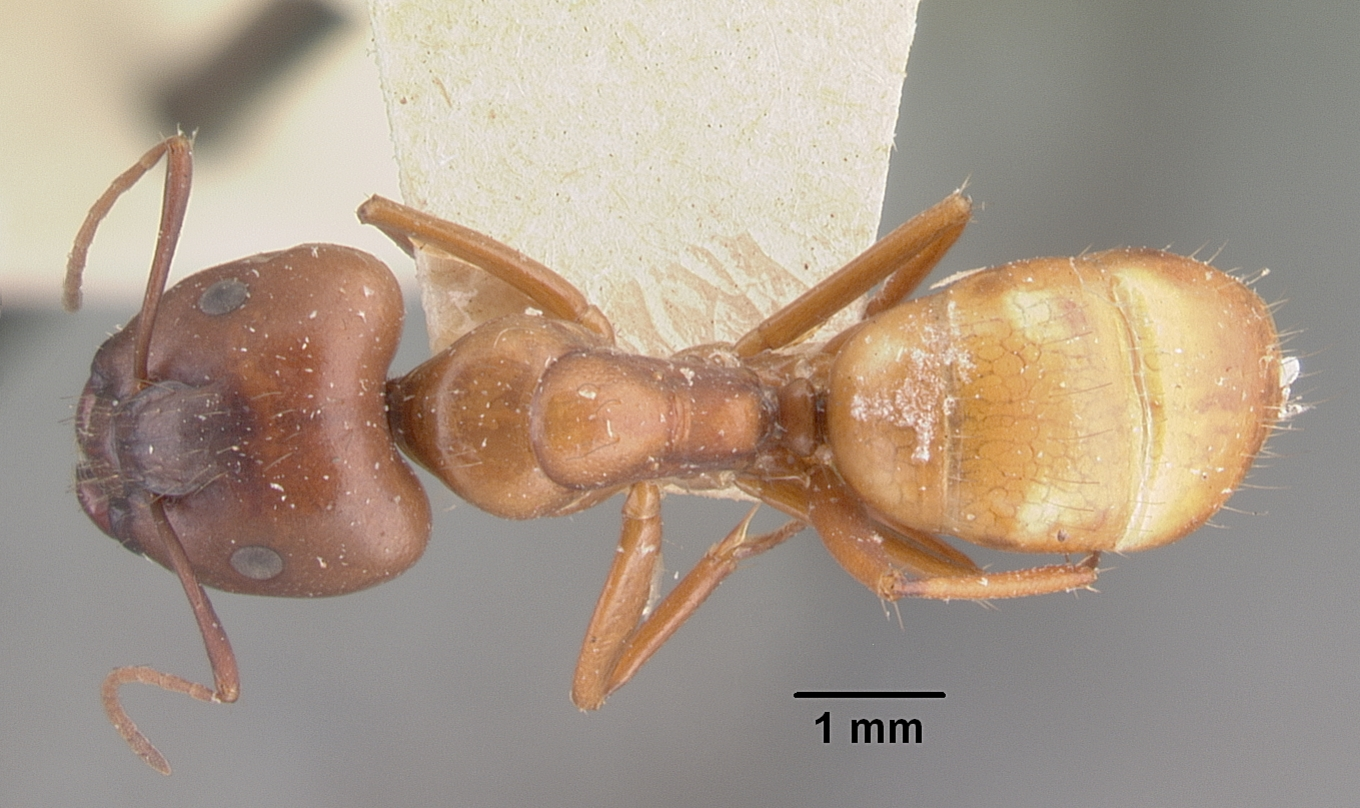
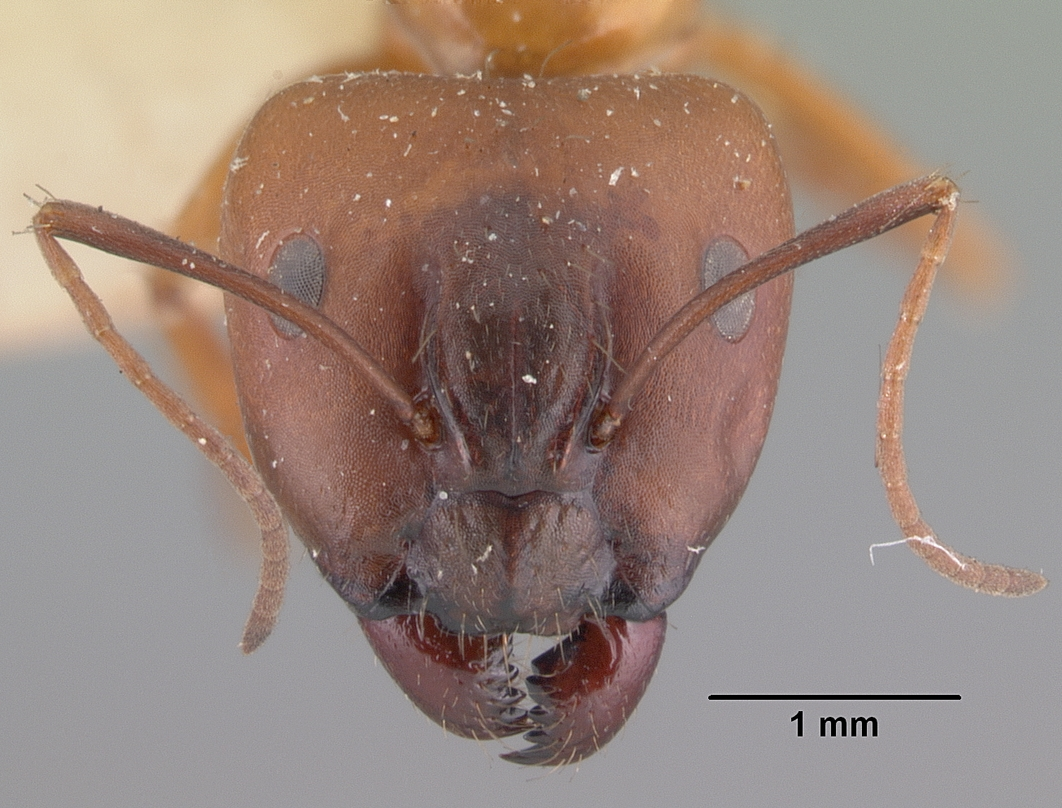